# Camarillo white
Pour les articles homonymes, voir Camarillo (homonymie).
Le Camarillo white est une race de chevaux de selle rare, développée aux États-Unis par la famille Camarillo, et caractérisée par sa couleur de robe, toujours blanche. 
En 1921, Adolfo Camarillo, l'un des derniers Californios, achète un étalon blanc de 9 ans nommé Sultan à Sacramento. Ce cheval californien devient la propriété de la famille Camarillo. L'élevage se poursuit jusqu'à la mort de Carmen Camarillo, la fille d'Adolfo, en 1987. Bien que la race soit parfois nommée « Albinos », la couleur blanche de ce cheval n'a rien à voir avec l'albinisme.

## Dénomination
D'après l'écrivain Giacomo Giammatteo, la seule graphie juste du nom de cette race de chevaux fait appel à une initiale en majuscule, dans la mesure où elle est nommée d'après le nom de famille des Camarillo.

## Histoire
Tous les chevaux Camarillo descendent d'un unique étalon fondateur, Sultan, un mustang né en 1912 que Camarillo décrit plus tard comme « l'étalon de ses rêves ». Alfonso Camarillo trouve Sultan en 1921 à Sacramento. Il l'achète et gagne une grande popularité en présentant cet étalon à divers championnats de présentations équestres en Californie.
Camarillo croise Sultan avec des juments de race Morgan au Ranch Camarillo, développant une lignée de chevaux comme propriété exclusive de la famille Camarillo durant 65 ans. Après la mort d'Adolfo Camarillo en 1958, sa fille Carmen prend l'élevage familial en main. Elle continue à présenter les chevaux à des parades et des événements autour de la région de Ventura jusqu'à sa mort en 1987. Suivant ses dernières volontés, les chevaux de l'élevage sont vendus publiquement, ce qui met un terme à la propriété exclusive de l'élevage.
En 1989, cinq propriétaires décident de regrouper les chevaux pour des présentations publiques. En 1991, alors qu'il ne reste plus que 11 chevaux, il devient évident que la lignée va s'éteindre. Une association, Camarillo White Horse Association, voit le jour pour sauver la race en 1992. Afin d'apporter du sang neuf, cette association ouvre le registre généalogique de la race, exigeant qu'au moins l'un des géniteurs du cheval enregistré soit un descendant des chevaux de Camarillo, mais autorisant les croisements avec d'autres races comme le Pure race espagnole et le Standardbred.  Il y a une section spéciale pour les chevaux qui n'ont pas la robe blanche.

## Description
Il s'agit d'une race véritable, et non pas un registre de couleur comme le Palomino. Le modèle est celui du cheval de selle léger, avec une taille moyenne de 1,55 m à 1,65 m. Le modèle est compact, les yeux sont grands, le garrot est sorti et les membres sont solides. Le tempérament est calme et docile. 

### Robe
Le Camarillo est réputé pour la couleur de sa robe, toujours blanche, avec une peau rose. Contrairement aux chevaux gris, qui naissent de couleur foncée et blanchissent avec l'âge, les Camarillo naissent blancs et le restent toute leur vie. 
La robe blanche est particulièrement difficile à sélectionner car il y a statistiquement que 50 % de chances d'avoir un poulain blanc vivant en croisant deux chevaux dont au moins un blanc entre eux. Cette particularité est due au gène dominant (W), responsable de la robe blanche. Le gène W est mortel s'il est homozygote (WW), et les juments avortent alors prématurément. Tous les chevaux blancs vivants sont hétérozygotes (Ww). Quand un cheval blanc (Ww) est croisé avec un cheval d'une autre couleur, (ww), il y a 50 % de chances d'avoir un poulain blanc et 50 % d'avoir un cheval d'une autre couleur. Quand deux chevaux blancs (Ww) sont croisés entre eux, il y a 50 % de chances d'avoir un poulain blanc vivant (Ww), 25 % de chances d'avoir un cheval d'une autre couleur(ww), mais aussi 25 % de chances d'avortement (WW),.
Les Camarillo ne sont pas porteurs du syndrome du poulain blanc.

## Utilisations
C'est essentiellement un cheval de parade, également apprécié pour le spectacle de cirque. Les chevaux de Camarillo ont participé régulièrement au tournoi de Roses Parade, et à des présentations à San Francisco.
Ils sont les chevaux non officiels de la ville de Camarillo. Ils apparaissent dans la parade de Santa Barbara depuis sa création en 1924. De nombreuses personnalités ont un jour monté un cheval Camarillo, dont Ronald Reagan lorsqu'il était gouverneur, John Mott, Leo Carrillo, et Steven Ford, le fils du Président Gerald Ford.

## Diffusion de l'élevage
Le nombre de sujets est vraisemblablement très faible.